# 1,1-二碘乙烷
1,1-二碘乙烷（英语：1,1-Diiodoethane）是一种含碘的有机饱和卤代烷烃，分子式为CH3CHI2.

## 制备
1,1-二碘乙烷可以由偕二卤代烷烃合成。起始原料是1,1-二氯乙烷，碘乙烷是碘的来源。在三氯化铝存在下，1,1-二氯乙烷会转化为1,1-二碘乙烷。

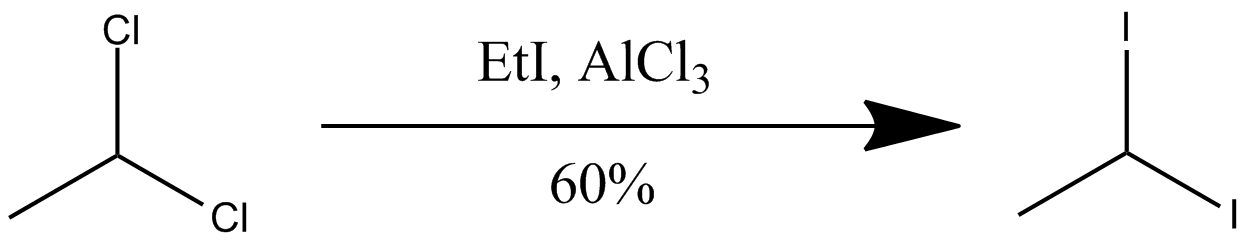
偕二卤代烷烃制备1,1-二碘乙烷

具体来说，将0.4摩尔（约39.6克）的1,1-二氯乙烷与1.2摩尔（约187克）的碘乙烷和约2.0克的氯化铝混合。使用蒸汽浴加热三个小时。然后，分别用H2O和NaHSO4洗涤混合物，并用MgSO4干燥。通过在76至76°C和25毫米汞柱下煮沸，蒸馏时将收到约67.3克产物。
另一种不需要1,1-二氯乙烷的方法是碘、三乙胺和乙醛的腙的反应。使用1摩尔的乙醛，形成约95克1,1-二碘乙烷，其中34%来自乙醛。

## 应用
1,1-二碘乙烷常用作双分子亲核取代反应（SN2）等反应中的反应物。以下是使用 1,1-二碘乙烷作为反应物的SN2反应的一些例子。

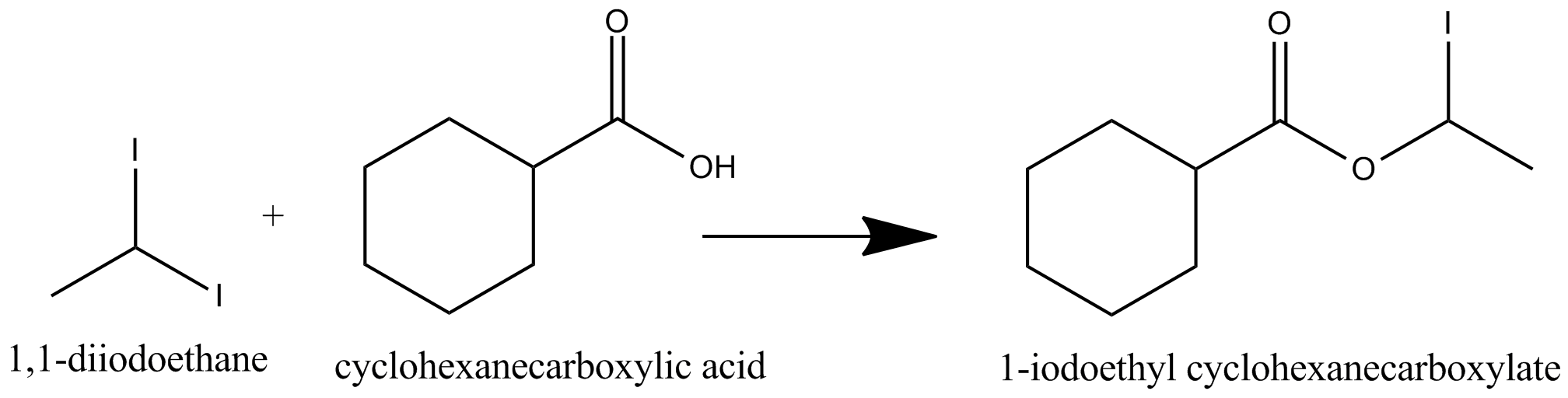
1-碘乙基环己烷甲酸酯的制备

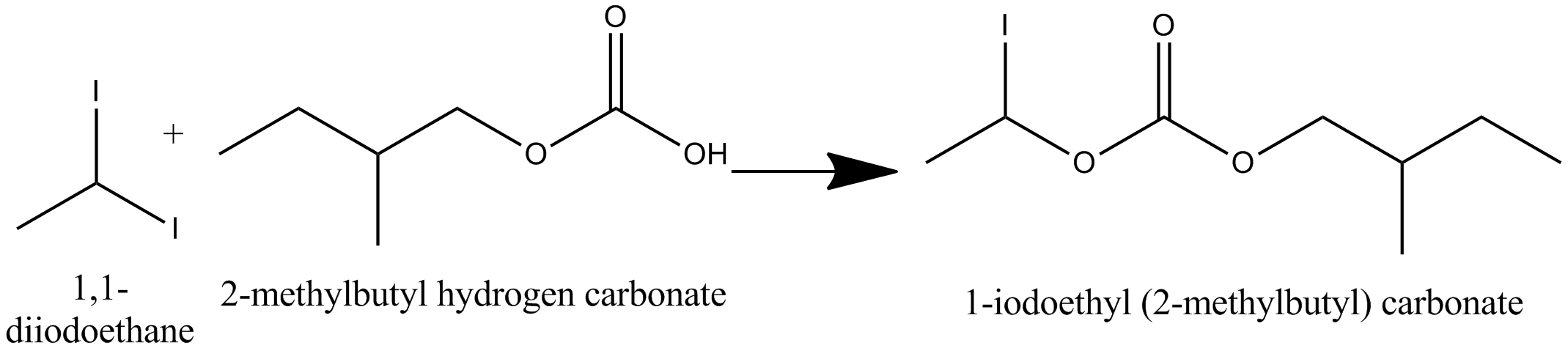
1-碘乙基(2-甲基丁基)碳酸酯的制备

此外，也可用作烯醇化物取代反应的反应物，如下例所示。

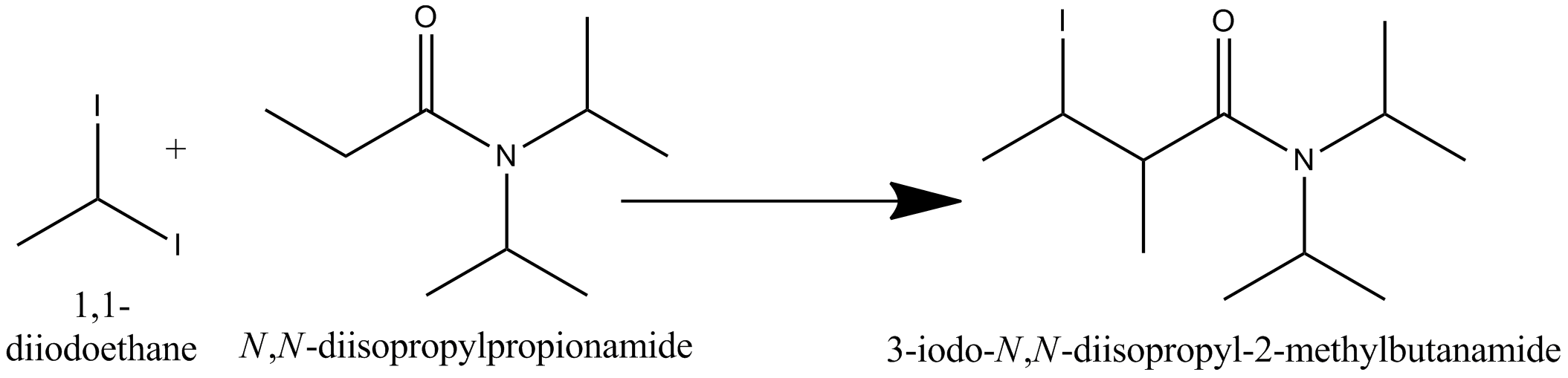
3-碘-N,N-二异丙基-2-甲基丁酰胺的制备

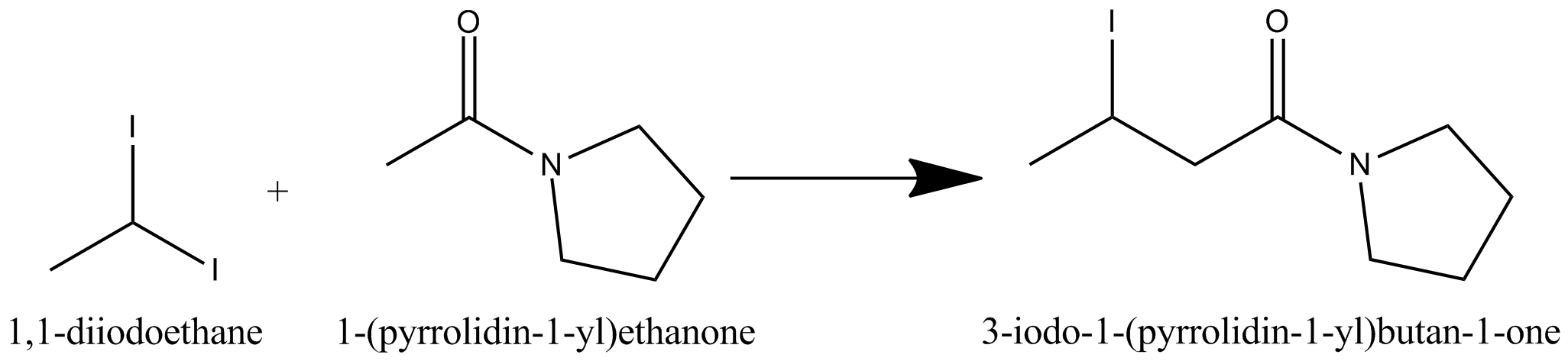
3-碘-1-(吡咯烷-1-基)丁-1-酮的制备